# Red Rain
Red Rain è un singolo del musicista inglese Peter Gabriel, pubblicato nel 1986 ed estratto dall'album So.

## Tracce
1. Red Rain
2. In Your Eyes (special mix) [solo su 12"]
3. Ga-Ga